# ケニー・フロリアン
ケニー・フロリアン（Kenny Florian、1976年5月26日 - ）は、アメリカ合衆国マサチューセッツ州ウェストウッド出身の男性元総合格闘家。フロリアン・マーシャルアーツ・センター主宰。
リアリティ番組「The Ultimate Fighter」シーズン1出身の選手である。

## 来歴
ラテンアメリカ系移民の子として生まれる。

### TUF
2005年1月、リアリティ番組「The Ultimate Fighter」シーズン1にチャック・リデル率いるチーム・リデルのミドル級選手として参加。シーズン終盤のミドル級トーナメント準決勝でクリス・リーベンにTKO勝ちし、フィナーレへの出場権を獲得した。
4月9日、The Ultimate Fighter 1 Finaleのミドル級トーナメント決勝でディエゴ・サンチェスと対戦。TKO負けにより準優勝に終わったものの、その後のUFCへの出場権を手にした。

### UFC
UFC参戦後は1試合ごとに階級をミドル級からウェルター級、ウェルター級からライト級へと下げ、The Ultimate Fighter 3 Finale以降はライト級で参戦している。
2006年10月14日、UFC 64のライト級王座決定戦でショーン・シャークと対戦し、0-3の判定負けを喫し王座獲得に失敗した。ファイト・オブ・ザ・ナイトを受賞した。
2007年4月5日、UFC Fight Night: Stevenson vs. Guillardで三島☆ド根性ノ助と対戦し、チョークスリーパーで一本勝ち。ファイト・オブ・ザ・ナイトを受賞した。
2008年4月2日、UFC Fight Night: Florian vs. Lauzonでジョー・ローゾンと対戦し、パウンドでTKO勝ち。ファイト・オブ・ザ・ナイトを受賞した。8月9日、UFC 87でロジャー・ウエルタと対戦、スタンドで主導権を奪い、判定勝利を収めた。11月15日のUFC 91ではジョー・スティーブンソンと対戦し、チョークスリーパーで一本勝ち。試合後、王者BJ・ペンへの挑戦をアピールした。
2009年8月8日、UFC 101でBJ・ペンの持つライト級王座に挑戦し、4Rにチョークスリーパーで一本負けを喫し王座獲得に失敗した
。12月12日、UFC 107でクレイ・グイダと対戦し、チョークスリーパーで一本勝ちを収めた。
2010年3月31日、UFC Fight Night: Florian vs. Gomiのメインイベントで五味隆典と対戦。3R中盤にチョークスリーパーで一本勝ちを収め、サブミッション・オブ・ザ・ナイトを受賞した。
2010年8月28日、UFC 118のライト級王座挑戦者決定戦でグレイ・メイナードと対戦し、0-3の判定負けを喫した。
2011年6月11日、フェザー級転向後初戦となったUFC 131でディエゴ・ヌネスと対戦し、肘打ちで流血させるなどして3-0の判定勝ちを収めた。前日の軽量でボストン・ブルーインズのユニフォームを着用していたこともあり、試合中にブーイングを浴びた。
2011年10月8日、UFC 136でジョゼ・アルドの持つフェザー級王座に挑戦し、0-3の判定負けを喫し王座獲得に失敗した。
2012年6月1日、翌日行われるThe Ultimate Fighter 15 Finaleの前日計量で引退が発表された。

## 戦績

### 総合格闘技
| 総合格闘技 戦績 | 総合格闘技 戦績 | 総合格闘技 戦績 | 総合格闘技 戦績 | 総合格闘技 戦績 | 総合格闘技 戦績 | 総合格闘技 戦績 |
| --------------- | --------------- | --------------- | --------------- | --------------- | --------------- | --------------- |
| 20 試合         | (T)KO           | 一本            | 判定            | その他          | 引き分け        | 無効試合        |
| 14 勝           | 3               | 9               | 2               | 0               | 0               | 0               |
| 6 敗            | 1               | 1               | 4               | 0               | 0               | 0               |

| 勝敗 | 対戦相手                   | 試合結果                             | 大会名                                                           | 開催年月日     |
| ×    | ジョゼ・アルド             | 5分5R終了 判定0-3                    | UFC 136: Edgar vs. Maynard 3 【UFC世界フェザー級タイトルマッチ】 | 2011年10月8日  |
| ○    | ディエゴ・ヌネス           | 5分3R終了 判定3-0                    | UFC 131: dos Santos vs. Carwin                                   | 2011年6月11日  |
| ×    | グレイ・メイナード         | 5分3R終了 判定0-3                    | UFC 118: Edgar vs. Penn 2                                        | 2010年8月28日  |
| ○    | 五味隆典                   | 3R 2:52 チョークスリーパー           | UFC Fight Night: Florian vs. Gomi                                | 2010年3月31日  |
| ○    | クレイ・グイダ             | 2R 2:19 チョークスリーパー           | UFC 107: Penn vs. Sanchez                                        | 2009年12月12日 |
| ×    | BJ・ペン                   | 4R 3:45 チョークスリーパー           | UFC 101: Declaration 【UFC世界ライト級タイトルマッチ】           | 2009年8月8日   |
| ○    | ジョー・スティーブンソン   | 1R 4:03 チョークスリーパー           | UFC 91: Couture vs. Lesnar                                       | 2008年11月15日 |
| ○    | ロジャー・ウエルタ         | 5分3R終了 判定3-0                    | UFC 87: Seek and Destroy                                         | 2008年8月9日   |
| ○    | ジョー・ローゾン           | 2R 3:28 TKO（パウンド）              | UFC Fight Night: Florian vs. Lauzon                              | 2008年4月2日   |
| ○    | ディン・トーマス           | 1R 4:31 チョークスリーパー           | UFC Fight Night: Thomas vs. Florian                              | 2007年9月19日  |
| ○    | アルヴィン・ロビンソン     | 1R 4:30 ギブアップ（マウントパンチ） | UFC 73: Stacked                                                  | 2007年7月7日   |
| ○    | 三島☆ド根性ノ助            | 3R 3:57 チョークスリーパー           | UFC Fight Night: Stevenson vs. Guillard                          | 2007年4月5日   |
| ×    | ショーン・シャーク         | 5分5R終了 判定0-3                    | UFC 64: Unstoppable 【UFC世界ライト級王座決定戦】                | 2006年10月14日 |
| ○    | サム・スタウト             | 1R 1:46 チョークスリーパー           | The Ultimate Fighter 3 Finale                                    | 2006年6月24日  |
| ○    | キット・コープ             | 2R 0:37 チョークスリーパー           | The Ultimate Fighter 2 Finale                                    | 2005年11月5日  |
| ○    | アレックス・カラレクセス   | 2R 2:52 TKO（ドクターストップ）      | Ultimate Fight Night 1                                           | 2005年8月6日   |
| ×    | ディエゴ・サンチェス       | 1R 2:49 TKO（マウントパンチ）        | The Ultimate Fighter 1 Finale 【ミドル級トーナメント 決勝】      | 2005年4月9日   |
| ×    | ドリュー・フィケット       | 5分3R終了 判定1-2                    | Combat Zone 7: Gravel Pit 【USKBA全米ライトヘビー級王座決定戦】  | 2004年7月10日  |
| ○    | ボビー・マッカンドリュース | 1R 1:57 チキンウィングアームロック   | Mass Destruction 15                                              | 2004年2月21日  |
| ○    | ジェイソン・ジル           | 1R 0:07 KO（パンチ）                 | Mass Destruction 10                                              | 2003年1月25日  |

### 総合格闘技エキシビション
| 勝敗 | 対戦相手         | 試合結果                        | 大会名                 | 開催年月日     |
| ○    | クリス・リーベン | 2R 3:10 TKO（ドクターストップ） | The Ultimate Fighter 1 | 2004年10月28日 |

## 表彰
- ブラジリアン柔術 黒帯三段
- UFC ファイト・オブ・ザ・ナイト（3回）
- UFC サブミッション・オブ・ザ・ナイト（2回）